# Bolkowo (gromada)
Bolkowo – dawna gromada, czyli najmniejsza jednostka podziału terytorialnego Polskiej Rzeczypospolitej Ludowej w latach 1954–1972.
Gromady, z gromadzkimi radami narodowymi (GRN) jako organami władzy najniższego stopnia na wsi, funkcjonowały od reformy reorganizującej administrację wiejską przeprowadzonej jesienią 1954 do momentu ich zniesienia z dniem 1 stycznia 1973, tym samym wypierając organizację gminną w latach 1954–1972.
Gromadę Bolkowo z siedzibą GRN w Bolkowie utworzono – jako jedną z 8759 gromad na obszarze Polski – w powiecie białogardzkim w woj. koszalińskim na mocy uchwały nr 43/54 WRN w Koszalinie z dnia 5 października 1954. W skład jednostki weszły obszary dotychczasowych gromad Bolkowo, Biernów i Buślary ze zniesionej gminy Rąbino oraz obszary dotychczasowych gromad Ostre Bardo i Łośnica ze zniesionej gminy Sadkowo w tymże powiecie.
13 listopada 1954 (z mocą wstecz od 1 października 1954) gromadę włączono do nowo utworzonego powiatu świdwińskiego w tymże województwie, gdzie ustalono dla niej 12 członków gromadzkiej rady narodowej.
1 stycznia 1958 z gromady Bolkowo wyłączono wieś Buślary, włączając ją do nowo utworzonej gromady Połczyn-Zdrój w tymże powiecie, po czym pozostały obszar gromady Bolkowo włączono z powrotem do powiatu białogardzkiego, gdzie włączono do niej wsie Tychówko i Góry ze zniesionej gromady Osówko w tymże powiecie.
Gromada przetrwała do końca 1972 roku, czyli do kolejnej reformy gminnej.